# Štítná nad Vláří-Popov
Štítná nad Vláří-Popov település Csehországban, a Zlíni járásban. Štítná nad Vláří-Popov Brumov-Bylnice, Rokytnice, Jestřabí, Vlachovice, Bohuslavice nad Vláří, Šanov és Felsőszúcs településekkel határos. Lakosainak száma 2146 fő (2024. január 1.).

## Népesség
A település lakosságának változását az alábbi diagram mutatja:
| Lakosok száma | 1462 | 1687 | 1994 | 1954 | 2368 | 2344 | 2182 | 2192 | 2137 | 2146 |
|               | 1869 | 1890 | 1921 | 1950 | 1980 | 2001 | 2017 | 2019 | 2022 | 2024 |